# 카우 (프로게이머)
카우(본명: 우병하, 2004년 2월 9일 ~ )는 대한민국의 리그 오브 레전드 프로게이머로 포지션은 서포터이다. 아이디는 Cow이며 현재 DWG KIA 소속이다.

## 선수 생활
2021년 2월, DWG KIA의 2군팀으로 콜업되면서 프로 커리어를 시작했다. 2021년 7월, 2군 로스터에서 말소되었다.

## 소속팀
| # | 팀명    | 소속 기간       | 소속 리그 | 비고 |
| - | ------- | --------------- | --------- | ---- |
| 1 | DWG KIA | 2021.02~2021.07 | LCK       |      |